# Elise Hwasser

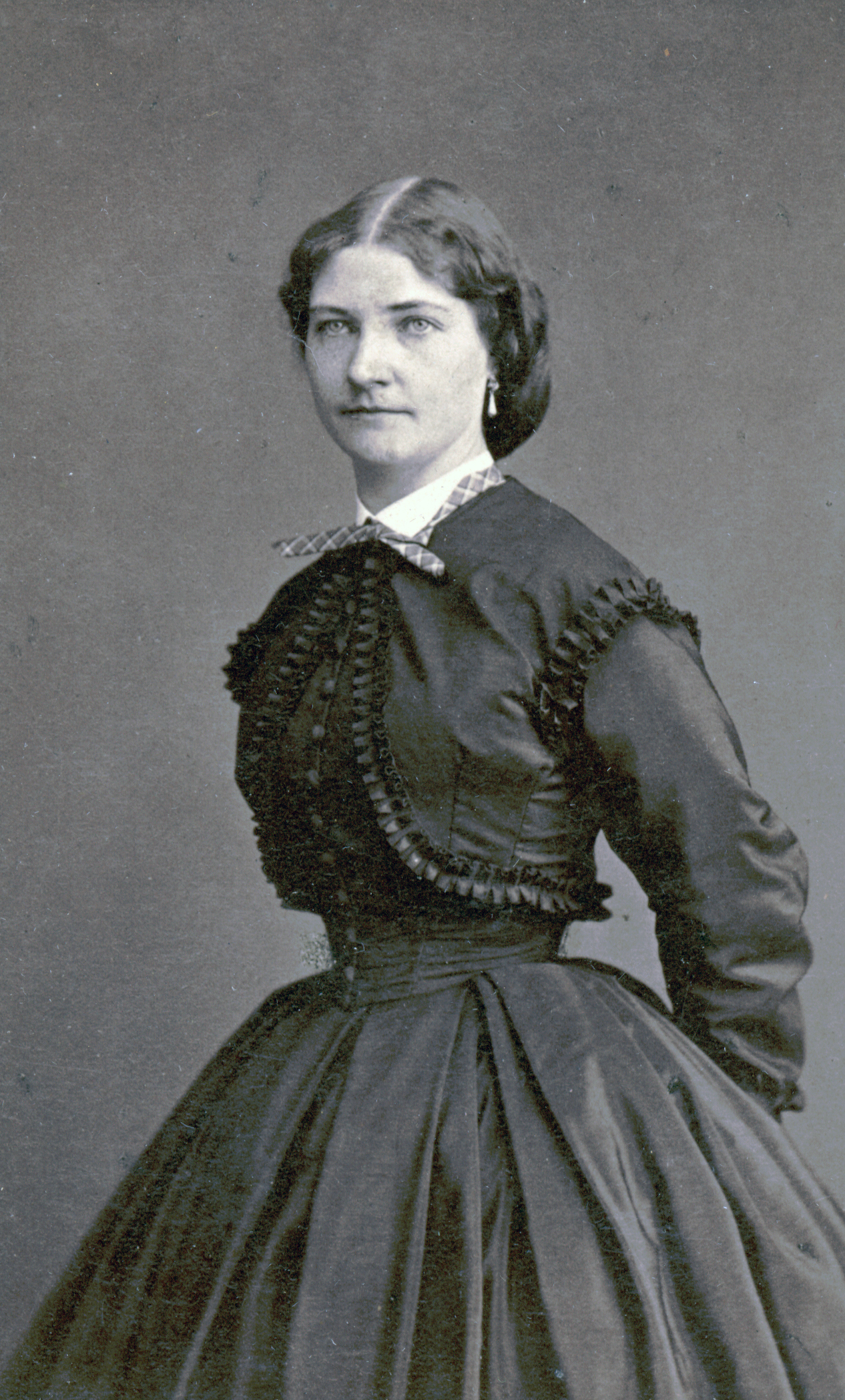
Elise Hwasser. Foto 1866.

Ebba Charlotta Elisa (Elise) Hwasser, född Jacobsson den 16 mars 1831 i Stockholm, död den 28 januari 1894 i sin villa Västråt i Fiskebäckskil i Skaftö socken, ansågs vara en av sin tids främsta skådespelare.

## Biografi
Elise Hwasser blev elev vid Kungliga Dramatiska Teatern 1849 och var anställd som aktris där 1850–1888, som premiäraktris från 1853 och med livstidsengagemang från 1863. 1858 gifte hon sig med sekreteraren vid Kungliga Dramatiska Teatern Daniel Hwasser (född 1817, död 1871), Israel Hwassers bror- och fosterson, känd som Uppsala-"juvenal", tenorsångare, spirituell ordlekare och en estetiskt bildad man, vilken säkert hade inflytande på sin hustrus konstnärsutveckling.
Elise Hwasser var en aktad och mångsidig skådespelerska som utvecklade en realistisk framställning. Redan vid sina första framträdanden blev hon uppskattad. I början var hon mycket använd inom ingénue-facket, inom vilket hon debuterade som Marie i Lilla kusin och ännu in på 1870-talet hade framgång som Fröken Elisabeth och Geneviève i De onyttiga. Vid sidan av sådana älskvärda, naiva och bortskämda unga flickor spelade hon under lång tid första älskarinna inom det högre skådespelet: Shakespeares Ofelia, Desdemona och Julia, Schillers Maria Stuart och Thekla Wallenstein, Goethes Klara i Egmont samt Sigrid i Bröllopet på Ulfåsa och Markisinnan de Maupas i Det besegrade lejonet med flera.
Hon blev känd genom framställningen av en mängd karaktärer ur 1800-talsromanen, vilka på 1850- och 1860-talen var populära, såsom Jane Eyre, Fanchon i Syrsan, Ladyn of Worsleyhall, Edith, Louise i Gammalt och nytt, Marguerite Laroque i En fattig ung mans äventyr med flera, på vilka nedlades en talang, vida överlägsen uppgifternas dramatiska värde. Men Hwasser nöjde sig inte med dessa jämförelsevis lättköpta triumfer: även den höga tragiska konstens lager vann hon genom skapelser som till exempel Hippolyte i Giftbägaren, Myrrha i Sardanapalus, Thusnelda i Fäktaren från Ravenna, Hermione i En vintersaga, Kleopatra i Antonius och Kleopatra, Hjördis i Härmännen på Helgeland samt titelrollen i Fru Inger till östråt.
Tack vare studier och kärlek till konsten utvecklades hon som konstnär och kan sägas ha först på sin senaste tid funnit det för sin individualitet mest egentliga facket, vilket kan betraktas såsom en sammansmältning av de båda närmast föregående och utgörs av äldre karaktärsroller inom det allvarliga borgerliga skådespelet, såsom Grevinnan i Danicheffarne, Löna Hessel i Samhällets pelare, Fru Alving i Gengångare och Fru de Varenne i Prins Panin. Hit bör också, till följd av rollens läggning, räknas hennes förträffliga framställning av Drottning Anna i Ett glas vatten och av Baronessan de Mantes i Osvuret är bäst, där hennes genialiska karakteriseringskonst hade stor framgång. Utöver de olikartade rollerna ovan kan läggas ytterligare 150 ganska betydande, däribland så fordrande uppgifter som Puck i En midsommarnattsdröm, Bjørnsons Maria Stuart i Skottland, Matilda i De nygifta, Inga i Mellan drabbningarna, Dolores i Allt för fosterlandet, Ester Larsson i Skådespelerskan, Nora i Ett dockhem med flera.
Hennes dotter Anna Lisa Hwasser-Engelbrecht blev också skådespelare.
Hon tilldelades Litteris et Artibus 1865.

## Rollporträtt

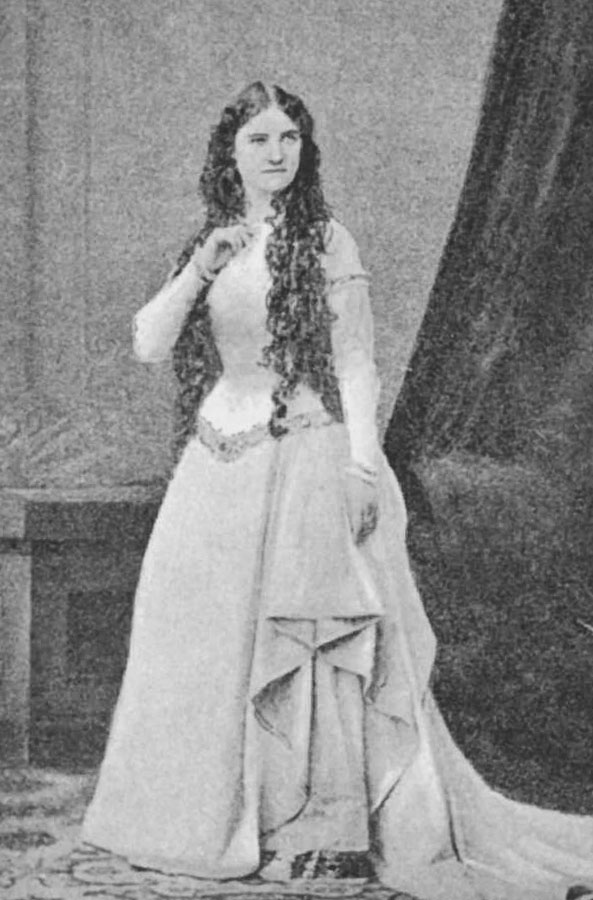
Som Sigrid den fagra i Bröllopet på Ulfåsa.
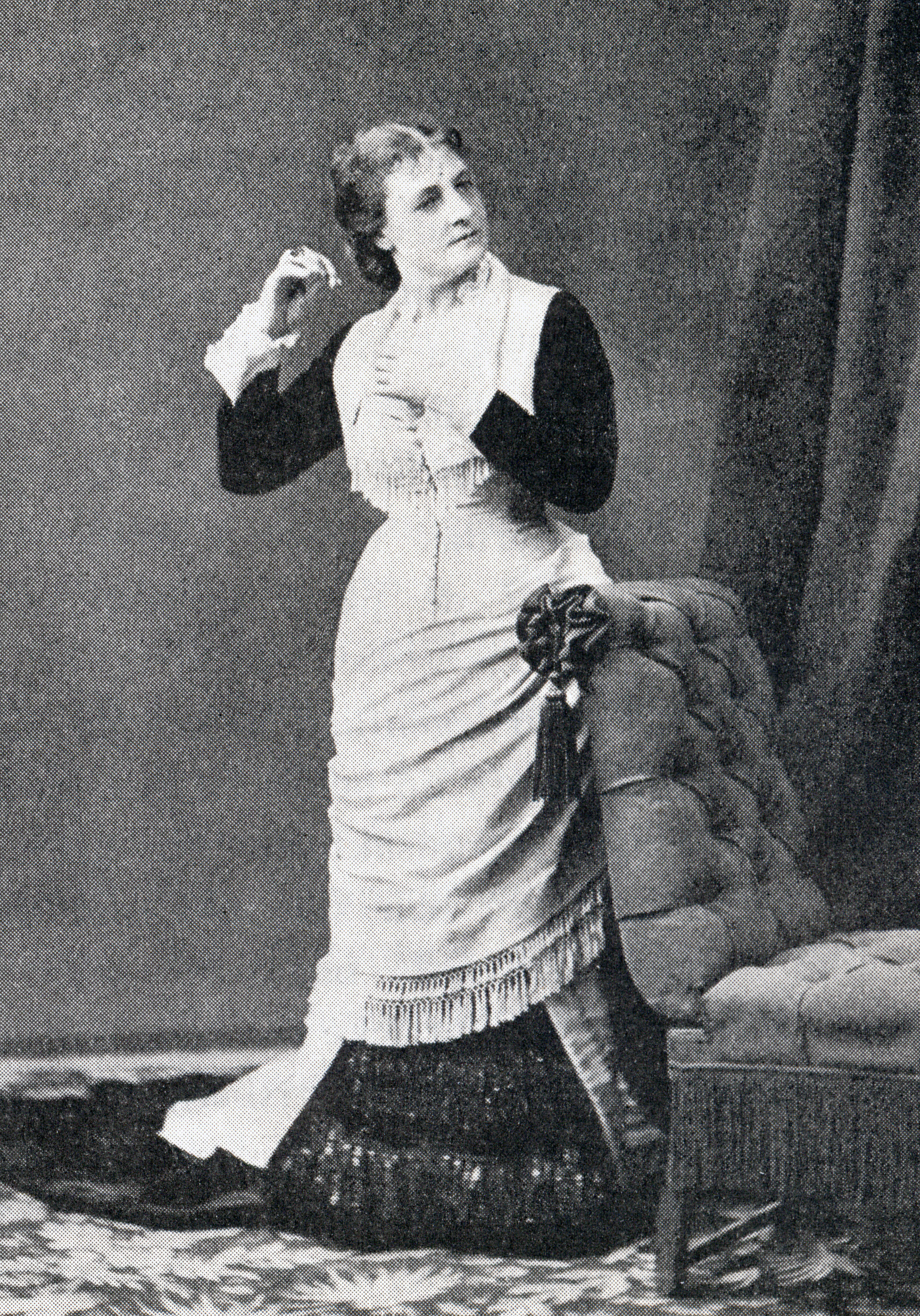
Som Nora i Ett dockhem. 1880.
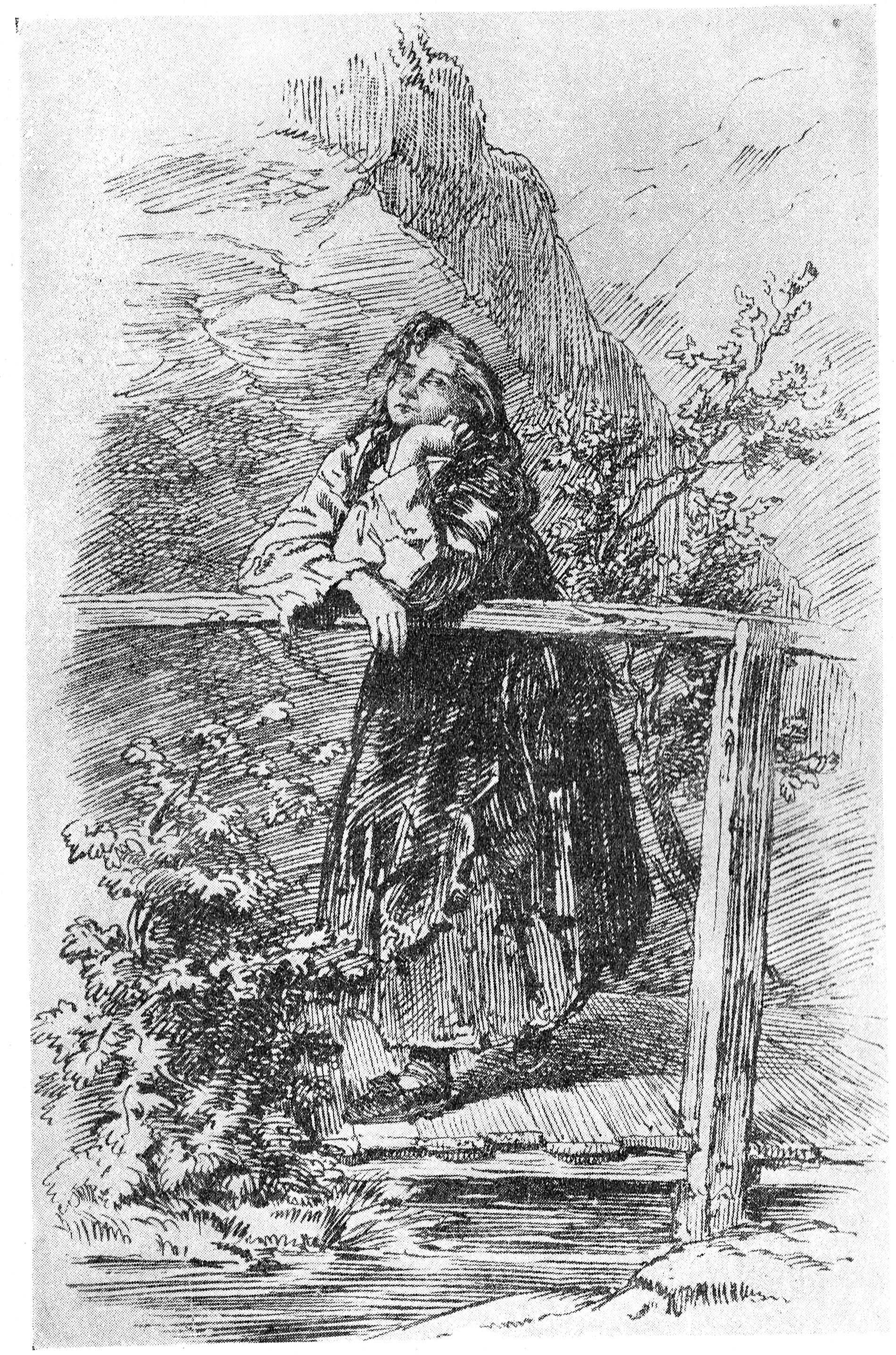
Som Fanchon i pjäsen Syrsan, en dramatisering av en roman av George Sand

## Roller vidKungliga dramatiska teatern(ej komplett)
| År   | Roll                                                | Produktion                                           | Regi |
| ---- | --------------------------------------------------- | ---------------------------------------------------- | ---- |
| 1849 | Magdalena                                           | Barnhusbarnen, eller världens dom Johan Jolin        |      |
| 1850 | Marie                                               | Lilla kusin Théodore Barrière och Adrien Decourcelle |      |
| 1851 | Ulrika                                              | Rosemüller och Finke Karl Töpfer                     |      |
| 1853 | Ofelia                                              | Hamlet William Shakespeare                           |      |
| 1854 | Jane Eyre                                           | Jane Eyre Charlotte Brontë                           |      |
| 1854 | Maria Stuart                                        | Maria Stuart Friedrich Schiller                      |      |
| 1857 | Agneta                                              | Elfjungfrun Johan Ludvig Heiberg                     |      |
| 1857 | Desdemona                                           | Othello William Shakespeare                          |      |
| 1859 | Thecla                                              | Wallensteins död Friedrich Schiller                  |      |
| 1860 | Drottning Anne                                      | Ett glas vatten Eugène Scribe                        |      |
| 1862 | Thusnelda                                           | Fäktaren från Ravenna Friedrich Halm                 |      |
| 1863 | Rosita                                              | Rosa och Rosita Clara Andersen                       |      |
| 1863 | Laura Fairlie Anne Catherick, den vitklädda kvinnan | Den hvitklädda qvinnan Wilkie Collins                |      |
| 1864 | Katri                                               | Daniel Hjorth Josef Julius Wecksell                  |      |
| 1864 | Myrrha                                              | Sardanapalus Lord Byron                              |      |
| 1865 | Sigrid                                              | Bröllopet på Ulfåsa Frans Hedberg                    |      |
| 1866 | Mathilda                                            | De nygifta Bjørnstjerne Bjørnson                     |      |
| 1866 | Clärchen                                            | Egmont Johann Wolfgang von Goethe                    |      |
| 1867 | Inga                                                | Mellan drabbningarna Bjørnstjerne Bjørnson           |      |
| 1868 | Maria Stuart                                        | Maria Stuart i Skottland Bjørnstjerne Bjørnson       |      |
| 1868 | Stina Lewenhaupt                                    | Lejonet vaknar Frans Hedberg                         |      |
| 1871 | Hermione                                            | En vintersaga William Shakespeare                    |      |
| 1872 | Anna, enka efter Edvard, Henrik den sjettes son     | Konung Richard den Tredje William Shakespeare        |      |
| 1874 | Tekmessa                                            | Kungarne på Salamis Johan Ludvig Runeberg            |      |
| 1875 | Maria Verrina                                       | Maria och Magdalena Paul Lindau                      |      |
| 1876 | Cornelia                                            | Cajus Gracchus Adolf von Wilbrandt                   |      |
| 1876 | Hjördis                                             | Härmännen på Helgoland Henrik Ibsen                  |      |
| 1876 | Maria Stuart                                        | Maria Stuart i Skottland Bjørnstjerne Bjørnson       |      |
| 1877 | Lona Hessel                                         | Samhällets stöttepelare Henrik Ibsen                 |      |
| 1877 | Fru Inger                                           | Fru Inger till Östråt Henrik Ibsen                   |      |
| 1878 | Dona Sol                                            | Hernani Victor Hugo                                  |      |
| 1880 | Nora                                                | Ett dockhem Henrik Ibsen                             |      |
| 1881 | Kleopatra                                           | Antonius och Kleopatra William Shakespeare           |      |
| 1881 | Fru Alving                                          | Gengångare Henrik Ibsen                              |      |
| 1886 | Baronessan de Mantes                                | Osvuret är bäst Alfred de Musset                     |      |
| 1886 | Lady Macbeth                                        | Macbeth William Shakespeare                          |      |